# Приймаченко, Андрей Васильевич
Андре́й Васи́льевич Приймаче́нко (укр. Андрій Васильович Приймаченко; 26 сентября 1990, Заболоть — 12 октября 2023, Богатырь) — украинский военнослужащий, полковник, участник российско-украинской войны. Герой Украины (25 марта 2024, посмертно).

## Биография
Родился 26 сентября 1990 года в селе Заболоть Радомышльского района Житомирской области. С детства мечтал стать военным.
Во время российского вторжения в Украину полковник, командир 1-го отдельного штурмового отряда специального назначения «Омега» Центра специального назначения Национальной гвардии Украины.
Андрей Приймаченко организовал охрану международного аэропорта Жуляны с задачей не допустить высадку десанта. Руководил действиями групп специального назначения в Киевской области, Изюмском направлении в Харьковской области и в промышленной зоне города Северодонецк, планировал штурмовые операции на Авдеевском направлении. На Изюмском направлении Андрей Приймаченко в апреле 2022 года отличился мужественными и героическими действиями в упорных боях. В 2023 году участвовал в боях в Авдеевке, вблизи населённого пункта Весёлое Донецкой области и вблизи Угледара.
Погиб 12 октября 2023 года во время артиллерийского обстрела со стороны российских войск.

## Награды
- Звание «Герой Украины» с удостоением ордена «Золотая Звезда» (25 марта 2024, посмертно) — за личное мужество и героизм, проявленные в защите государственного суверенитета и территориальной целостности Украины, верность военной присяге[3].